# 常真寺 (横浜市)
常眞寺（じょうしんじ）は、神奈川県横浜市港北区新吉田町にある日蓮宗の寺院である。山号は朗栄山という。

## 歴史
天文5年（1536年）、東照院日純（大本山池上本門寺、鎌倉比企谷妙本寺両山9世）を開山に創建された。小田原城主・北条氏康の家臣であった冷木信栄の外護によるという。元禄年間（1688年 - 1704年）には、本堂が建立され仏像が造像された記録が残る。現在の本堂は2003年（平成15年）に再建されたもの。この時元禄年間に造像された仏像も修復された。

## 歴代
- 東照院日純